# Al Bahah
Al-Bahah (tiếng Ả Rập: الباحة Al-Bāḥah) là một thành phố tại miền tây nam của Ả Rập Xê Út. Đây là thủ phủ của vùng Al Bahah, và là một trong các điểm du lịch chính tại vương quốc. Thành phố có khí hậu dễ chịu và được hơn bốn mươi khu rừng bao quanh, như Raghdan, al Zaraeb và Baidan. Do được nhà nước đặc biệt quan tâm, thành phố Al Baha có nhiều thể chế giáo dục, du lịch và y tế. Thành phố được xem là thủ phủ của các bộ lạc Ghamdi và Zahrani tại Ả Rập Xê Út, và hầu hết cư dân thành phố xuất thân từ các bộ lạc bản địa.

## Khí hậu
Khí hậu Al Baha chịu tác động lớn từ đặc điểm địa lý khác nhau tại đây. Khí hậu Al-Baha nhìn chung là ôn hoà, nhiệt độ dao động từ 12 °C đến 23 °C. Do có độ cao 2.500 m so với mực nước biển, khí hậu Al-Bahah ôn hoà vào mùa hè và lạnh vào mùa đông.
| Dữ liệu khí hậu của Al Baha (1985–2010) | Dữ liệu khí hậu của Al Baha (1985–2010) | Dữ liệu khí hậu của Al Baha (1985–2010) | Dữ liệu khí hậu của Al Baha (1985–2010) | Dữ liệu khí hậu của Al Baha (1985–2010) | Dữ liệu khí hậu của Al Baha (1985–2010) | Dữ liệu khí hậu của Al Baha (1985–2010) | Dữ liệu khí hậu của Al Baha (1985–2010) | Dữ liệu khí hậu của Al Baha (1985–2010) | Dữ liệu khí hậu của Al Baha (1985–2010) | Dữ liệu khí hậu của Al Baha (1985–2010) | Dữ liệu khí hậu của Al Baha (1985–2010) | Dữ liệu khí hậu của Al Baha (1985–2010) | Dữ liệu khí hậu của Al Baha (1985–2010) |
| Tháng                                   | 1                                       | 2                                       | 3                                       | 4                                       | 5                                       | 6                                       | 7                                       | 8                                       | 9                                       | 10                                      | 11                                      | 12                                      | Năm                                     |
| --------------------------------------- | --------------------------------------- | --------------------------------------- | --------------------------------------- | --------------------------------------- | --------------------------------------- | --------------------------------------- | --------------------------------------- | --------------------------------------- | --------------------------------------- | --------------------------------------- | --------------------------------------- | --------------------------------------- | --------------------------------------- |
| Cao kỉ lục °C (°F)                      | 29.8 (85.6)                             | 32.0 (89.6)                             | 36.0 (96.8)                             | 35.0 (95.0)                             | 38.2 (100.8)                            | 39.0 (102.2)                            | 38.0 (100.4)                            | 39.0 (102.2)                            | 38.0 (100.4)                            | 35.0 (95.0)                             | 37.0 (98.6)                             | 29.0 (84.2)                             | 39.0 (102.2)                            |
| Trung bình ngày tối đa °C (°F)          | 19.0 (66.2)                             | 21.0 (69.8)                             | 23.0 (73.4)                             | 26.0 (78.8)                             | 29.0 (84.2)                             | 32.0 (89.6)                             | 32.3 (90.1)                             | 32.0 (89.6)                             | 30.0 (86.0)                             | 26.0 (78.8)                             | 23.0 (73.4)                             | 20.0 (68.0)                             | 26.1 (79.0)                             |
| Trung bình ngày °C (°F)                 | 13.0 (55.4)                             | 14.5 (58.1)                             | 17.0 (62.6)                             | 19.8 (67.6)                             | 23.0 (73.4)                             | 25.7 (78.3)                             | 26.1 (79.0)                             | 26.0 (78.8)                             | 24.0 (75.2)                             | 23.0 (73.4)                             | 19.4 (66.9)                             | 16.5 (61.7)                             | 20.7 (69.2)                             |
| Tối thiểu trung bình ngày °C (°F)       | 7.0 (44.6)                              | 8.0 (46.4)                              | 11.0 (51.8)                             | 13.5 (56.3)                             | 17.0 (62.6)                             | 19.4 (66.9)                             | 20.0 (68.0)                             | 20.0 (68.0)                             | 18.0 (64.4)                             | 13.0 (55.4)                             | 10.1 (50.2)                             | 7.4 (45.3)                              | 13.7 (56.7)                             |
| Thấp kỉ lục °C (°F)                     | 0.6 (33.1)                              | 0.0 (32.0)                              | 4.0 (39.2)                              | 8.0 (46.4)                              | 12.2 (54.0)                             | 12.0 (53.6)                             | 15.8 (60.4)                             | 14.0 (57.2)                             | 15.0 (59.0)                             | 8.5 (47.3)                              | 5.8 (42.4)                              | 2.0 (35.6)                              | 0.0 (32.0)                              |
| Lượng Giáng thủy trung bình mm (inches) | 10.9 (0.43)                             | 1.1 (0.04)                              | 16.5 (0.65)                             | 36.3 (1.43)                             | 24.1 (0.95)                             | 6.0 (0.24)                              | 10.2 (0.40)                             | 10.8 (0.43)                             | 2.9 (0.11)                              | 7.2 (0.28)                              | 8.1 (0.32)                              | 4.0 (0.16)                              | 138.1 (5.44)                            |
| Số ngày giáng thủy trung bình           | 2.2                                     | 1.0                                     | 3.9                                     | 9.5                                     | 8.7                                     | 2.7                                     | 3.9                                     | 5.5                                     | 1.5                                     | 2.1                                     | 3.5                                     | 2.8                                     | 47.3                                    |
| Độ ẩm tương đối trung bình (%)          | 55                                      | 48                                      | 46                                      | 45                                      | 35                                      | 25                                      | 27                                      | 28                                      | 25                                      | 30                                      | 46                                      | 53                                      | 39                                      |
| Nguồn:                                  |                                         |                                         |                                         |                                         |                                         |                                         |                                         |                                         |                                         |                                         |                                         |                                         |                                         |

## Giao thông
Sân bay nội địa Al-Baha nằm cách 45 km về phía đông của thành phố Al Baha và được khai trương vào năm 1982. Sân bay Al-Baha tiếp nhận các chuyến bay từ các thành phố trong vương quốc.